# Hypnofobi
Hypnofobi eller klinofobi (fra græsk: Kline, en seng) betegner en sygelig angst for at falde i søvn eller for at blive hypnotiseret
| Psykiatri | Spire Denne artikel om psykiatri er en spire som bør udbygges. Du er velkommen til at hjælpe Wikipedia ved at udvide den. |